# Riesz-Raum
Ein Riesz-Raum ist ein Vektorraum mit einer Verbandsstruktur, die so beschaffen ist, dass sich die lineare und die Verbandsstruktur vertragen. Im Jahr 1928 wurde dieser Raum von Frigyes Riesz definiert und trägt deshalb heute seinen Namen.

## Definition
Sei {\displaystyle (X,+,\cdot )} ein {\displaystyle \mathbb {R} }-Vektorraum und {\displaystyle (X,\leq )} eine halbgeordnete Menge.
Dann heißt {\displaystyle (X,+,\cdot ,\leq )} ein Riesz-Raum wenn folgende Axiome erfüllt sind:
1. Für alle {\displaystyle f,g,h\in X} gilt: {\displaystyle f\leq g\Rightarrow f+h\leq g+h}.
2. Für alle {\displaystyle f,g\in X} gilt: {\displaystyle 0\leq a\in \mathbb {R} } und {\displaystyle f\leq g\Rightarrow a\cdot f\leq a\cdot g}.
3. {\displaystyle (X,\leq )} ist ein Verband.

Weiter notiert man {\displaystyle x\vee y=\sup(x,y)} und {\displaystyle x\wedge y=\inf(x,y)}.

### Weitere Begriffe
- Für eine Menge {\displaystyle A\subset X} ist {\displaystyle \sup(A)=\bigvee _{x\in A}x=\sup\{x\colon x\in A\}} und {\displaystyle \inf(A)=\bigwedge _{x\in A}x=\inf\{x\colon x\in A\}}.
- Für ein Element {\displaystyle x\in X} definiert man den positiven und negative Teil {\displaystyle x^{+}:=x\vee 0} und {\displaystyle x^{-}:=(-x)^{+}=-x\vee 0}.
- Der Modulus von {\displaystyle x} ist definiert als {\displaystyle |x|:=x\vee (-x)}.
- Zwei Elemente {\displaystyle x,y\in X} sind disjunkt {\displaystyle x\perp y} wenn für ihre Moduli {\displaystyle |x|\wedge |y|=0} gilt.
- Sei {\displaystyle M\subset X} eine beliebige Menge und {\displaystyle M\neq \emptyset }, dann definieren wir {\displaystyle M^{\perp }=\{x\in X\colon (\forall y\in M)\;x\perp y\}}, das heißt die Menge der zu {\displaystyle M} disjunkten Elemente.
- Eine Teilmenge {\displaystyle M\subset X} ist vollständig wenn {\displaystyle M\perp x} impliziert das {\displaystyle x=0}, das heißt es gilt {\displaystyle M^{\perp }=0}.
- Eine Teilmenge {\displaystyle M\subset X} ist solide oder normal, falls für jedes {\displaystyle x\in E} und ein beliebiges {\displaystyle y\in M} mit {\displaystyle |x|\leq |y|} auch {\displaystyle x\in M} gilt.
- Die Menge {\displaystyle M^{\perp \perp }} nennt man das von {\displaystyle M} generierte Band. Für eine einelementige Menge {\displaystyle \{x\}} nennt man {\displaystyle \{x\}^{\perp \perp }} das Prinzipalband.[2]

## Erste Eigenschaften
Für {\displaystyle f,g,h\in X} und {\displaystyle 0\leq a\in \mathbb {R} } gelten folgende Rechenregeln:
- {\displaystyle (f+h)\lor (g+h)=(f\lor g)+h} und {\displaystyle (f+h)\land (g+h)=(f\land g)+h}
- {\displaystyle (af)\lor (ag)=a(f\lor g)} und {\displaystyle (af)\land (ag)=a(f\land g)}
- {\displaystyle (-f)\lor (-g)=-(f\land g)} und {\displaystyle (-f)\land (-g)=-(f\lor g)}
- Sei {\displaystyle |f|:=f\lor (-f)} für {\displaystyle f\in X}.

Dann gilt {\displaystyle f\lor g={\tfrac {1}{2}}(f+g+|f-g|)} und {\displaystyle f\land g={\tfrac {1}{2}}(f+g-|f-g|)}.
- {\displaystyle (f\lor g)+(f\land g)=f+g} und {\displaystyle (f\lor g)-(f\land g)=|f-g|}
- {\displaystyle (f\lor g)\land h=(f\land h)\lor (g\land h)} und {\displaystyle (f\land g)\lor h=(f\lor h)\land (g\lor h)}

Dies bedeutet jeder Riesz-Raum ist ein distributiver Verband.

## Beispiele
- Die reellen Zahlen {\displaystyle \mathbb {R} } mit der üblichen Anordnung {\displaystyle \leq } bilden einen Riesz-Raum.
- Der {\displaystyle \mathbb {R} ^{n}} mit komponentenweiser Anordnung bildet einen Riesz-Raum.
- Die Menge der reellen Zahlenfolgen {\displaystyle \mathbb {R} ^{\mathbb {N} }} mit komponentenweiser Anordnung bildet einen Riesz-Raum.
- Die Menge der reellen Nullfolgen {\displaystyle c_{0}} mit komponentenweiser Anordnung bildet einen Riesz-Raum.
- Für {\displaystyle 1\leq p\leq \infty } ist {\displaystyle l_{p}} mit komponentenweiser Anordnung ein Riesz-Raum.
- Die Menge der beschränkten reellen Folgen {\displaystyle l_{\infty }} mit komponentenweiser Anordnung bildet einen Riesz-Raum.
- Die Menge der stetigen Funktionen {\displaystyle {\mathcal {C}}[a,b]} auf einem Intervall {\displaystyle [a,b]} bildet mit punktweiser Anordnung einen Riesz-Raum.
- Die Menge der stetig differenzierbaren Funktionen {\displaystyle {\mathcal {C}}^{1}[a,b]} auf einem Intervall {\displaystyle [a,b]} bildet einen geordneten Vektorraum mit der punktweisen Anordnung, aber keinen Riesz-Raum.

## Integrationstheorie
Riesz-Räume bieten Voraussetzungen für eine abstrakte Maß- und Integrationstheorie. Die zentrale Aussage in diesem Zusammenhang ist der Spektralsatz von Freudenthal. Dieser Satz garantiert für Riesz-Räume auf abstrakte Weise die Approximationseigenschaft von Funktionen durch Treppenfunktionen. Der Satz von Radon-Nikodým und die Poissonsche Summenformel für beschränkte harmonische Funktionen auf der offenen Kreisscheibe sind Spezialfälle des Spektralsatzes von Freudenthal. Dieser Spektralsatz war einer der Ausgangspunkte für die Theorie der Riesz-Räume.